# Squatina aculeata
Pour les articles homonymes, voir Ange de mer.
Espèce
Statut de conservation UICN

 CR A2bcd+3cd+4cd : 
En danger critique
Répartition géographique
Squatina aculeata, l'Ange de mer épineux, est une espèce de requins. C'est l'une des espèces de requins les plus rares connues à ce jour, et l'une des trois espèces de requins-anges qui habitent la Méditerranée. Il vit dans les fonds sableux et vaseux de l'océan, à des profondeurs de 30 à 500 mètres.

## Description
Leur taille à la naissance est de 30-35cm. À l'âge adulte, les femelles mesurent de 137 à 143 cm, tandis que celles des mâles mesurent de 120 à 122 cm. Leur poids dépend de la taille du requin. Pour les mâles se il se situe entre 12,7kg et 24,0kg, chez les femelles, entre 22 et 32 kg. Les femelles deviennent plus grandes que les mâles durant leur croissance, car elles doivent être capables de porter et de soutenir leurs petits.
Leurs membranes céphaliques frontales sont lobées. Le rabat nasal externe est frangé ; le spiracle comporte 13-14 lamelles pseudo-branchiales. Leurs yeux sont plus grands que leur spiracle. Ils ont entre 19 et 24 dents, la moyenne de l'espèce étant de 21 dents au total. La base de leur nageoire pectorale est au moins égale à la moitié de leur longueur. La partie inférieure du ventre du requin ne comporte des denticules que sur les bords extérieurs des nageoires pectorales et pelviennes. Le requin porte de grandes épines au sommet de sa tête, en rangée le long de son dos. Ce requin-ange est brun clair tacheté de brun foncé, avec des taches blanches disposées sur différentes parties du corps. Il arbore également des taches sombres sur la tête, le dos, la base des nageoires et la queue.

### Développement
Le développement des mâles est divisé en trois étapes : juvénile, pré-adulte et adulte. Les mâles juvéniles ont des crochets courts et flexibles et leurs testicules sont alors membraneux et à peine développés. Les mâles pré-adultes subissent des changements au niveau des crochets impliquant une légère calcification et un allongement. C'est au stade adulte que les crochets sont complètement calcifiées et rigides. La production de sperme est également devenue possible chez ces requins adultes.
Les trois stades de développement des femelles sont les mêmes que ceux des mâles : juvénile, pré-adulte et adulte. Les femelles juvéniles ont des ovaires blanchâtres et uniquement observables au microscope à ce stade. Chez les femelles pré-adultes, les follicules sont blancs et translucides. Les zones génitales sont différenciées et les glandes ovariennes développées. Les femelles adultes ont des ovaires entièrement fonctionnels et présentent des follicules en développement et entièrement développés.

## Biologie et écologie
L'aire de répartition de l'ange de mer épineux continue de diminuer en raison du déclin de sa population.

### Distribution et habitat
On les trouve dans l'Atlantique Est au Sénégal, en Gambie et en Sierra Leone. Ils habitent également le long du littoral sud de la Méditerranée, au niveau de l'Algérie et de la Turquie jusqu'à l'Albanie. Du fait de l'état actuel des connaissances sur l'espèce, leurs présences dans le reste du bassin méditerranéen n'est établie avec certitude. 